# Parafia bł. Anieli Salawy w Olsztynku
Parafia bł. Anieli Salawy w Olsztynku – rzymskokatolicka parafia w Olsztynku, należącym do archidiecezji warmińskiej i dekanatu Olsztynek. 
Została utworzona 1 lipca 1996. Kościół parafialny w budowie od 2002. Mieści się przy ulicy Wilczej.